# Richwood (Ohio)
Richwood – wieś w Stanach Zjednoczonych, w stanie Ohio, w hrabstwie Union.